# Literatur und Rundfunk
Literatur und Rundfunk ist eine Rede des Schriftstellers Alfred Döblin. Der Autor hielt sie am 30. September 1929 auf der Arbeitstagung „Dichtung und Rundfunk“ in Kassel-Wilhelmshöhe. Darin klärte Döblin die möglichen Berührungspunkte zwischen Rundfunk und Literatur und ihren gemeinsamen Nutzen.

## Hintergrund
Alfred Döblin war seit 1925 im Sender Berliner Funkstunde, ausgestrahlt vom Haus des Rundfunks, engagiert.

## Inhalt
Döblin hielt fest, dass ein großer Teil seiner Kollegen vom Rundfunk scheinbar nicht berührt wird, weil sie dieses Medium noch für „etwas Vulgäres, für Unterhaltung und Belehrung plumper Art“ halten. Dabei befürchtet Döblin aus einer Passivität der Schriftsteller zum neuen Medium nicht eine Verschlechterung der Literatur, sondern des Rundfunks. So zieht er einen Vergleich zum Film, der gerade deswegen verkommen sei, also „völlig abgerutscht ist zur Industrie“. Da Rundfunk wie Literatur sich aus Sprache rekrutieren, können Schriftsteller laut Döblin sich nicht länger davon distanzieren. Zum einen sei die Literatur, welche vorrangig durch Theaterbühnen und Bücher Verbreitung findet, dem Rundfunk im Radius der Empfängerschaft „ungeheuer unterlegen“. Dazu komme noch, dass der Rundfunk primär zur Verbreitung von Musik, nicht von Literatur beitrage sowie der Nachrichten und Journalistik. Andererseits sei auch die Verbreitungsgeschwindigkeit zum Nachteil der Literatur. Folglich nimmt für Döblin die Literatur bestenfalls den dritten Platz, hinter Musik und Nachrichten, im Rundfunk ein.
Im zweiten Teil, der sich mit den möglichen Veränderungen befasst, steht für Döblin fest: „Für die Musik und Journalistik bedeutet der Rundfunk im wesentlichen kein Novum, er ist da nur ein neues technisches Mittel der Verbreitung. Für die Literatur aber ist der Rundfunk ein veränderndes Medium.“ Die größte Erneuerung sieht er vor allem im Erstarken der Mündlichkeit, die die Literatur vom Druckerzeugnis Buch teilweise emanzipieren werde, sowie in einer möglichen Annäherung zwischen Hochliteratur und Massenpublikum. Gattungsspezifisch könne besonders der Essay, wegen seiner Nähe zur Wissenschaft und Journalistik, davon profitieren, ebenso die Lyrik. Dagegen verurteilt er, von Kurzgeschichten abgesehen, die Wiedergabe von Romanen und Dramen im Rundfunk, weil die stilisierte Sprache der Epik sich nicht mit einer mündlichen Sprache vertragen könne und die Phantasie des Lesers einenge. Auch das Theater als „Kollektiverlebnis“ könne der Rundfunk kaum ersetzten, da es sich stets an einzelne Zuhörer richtet. Schließlich verweist er auf das Hörspiel als eine alleinstehende Gattung hin, welcher der Spagat zwischen Literatur und Rundfunk gelingen könne.

## Rezeption
Die Rede wurde nicht ausgestrahlt und war somit nur den eingeladenen Schriftstellerkollegen und Radiointendanten zugänglich. Hans Bredow veröffentlichte erstmals eine Niederschrift der Rede in seinem 1950 gedruckten Werk Aus meinem Archiv. Probleme des Rundfunks. Stefan Bodo Würffel sieht unter den vorgetragenen Reden in Döblins Beitrag den „wichtigste[n] Ansatz zur theoretischen Begründung des Hörspiels“.

### Textausgaben
- Alfred Döblin: Literatur und Rundfunk. In: Schriften zur Ästhetik, Politik und Literatur. Walter Verlag, Freiburg 1989, S. 251–261, ISBN 3-530-16697-9.
- Alfred Döblin: Literatur und Rundfunk. In: Schriften zur Ästhetik, Politik und Literatur. S. Fischer, Frankfurt am Main 2013, S. 252–261, ISBN 978-3-596-90462-4.

### Sekundärliteratur
- Friederike Hermann: Theorien des Hörfunks. In: Joachim-Felix Leonhard (Hrsg.): Medienwissenschaft. Gruyter, ISBN 	3-11-013961-8, Berlin 1999, S. 177.
- Andrea Melcher: Vom Schriftsteller zum Sprachsteller? Alfred Döblins Auseinandersetzung mit Film und Rundfunk 1909-1932 (= Langue et littérature allemandes, Bd. 1553), Dissertation, Peter Lang, Frankfurt am Main 1996.
- Günter Peters: Stimmen im Dunkel. Momentaufnahmen zur Geschichte und Theorie des Hörspiels. In: Bernd Kiefer, Werner Nell (Hrsg.): Das Gedächtnis der Schrift. Perspektiven der Komparatistik. DUV, Wiesbaden 2005, ISBN 978-3-8244-4409-0, S. 183–232.